# 麥克·歐文
邁克爾·J·歐文是一名英國天文學家。他是劍橋天文測量組的主任，也是鯨魚座矮星系和人馬座矮橢球星系的發現者之一。

## 研究工作
歐文因其在數位光學和紅外線巡測資料處理方面所扮演的領導角色而聞名全球。目前，他在處理Vista Data Flow的數位光學與紅外線測量資料方面所做的努力，正被用於處理英國紅外線望遠鏡的資料。

## 榮譽
2012年，歐文被英國皇家天文學會授予赫歇爾獎章，以表彰其在觀測天體物理學方面有傑出表現的研究。他還透過撰寫和協助撰寫多本著作，在科學界做出了貢獻。

## 發現的小行星列表
根據小行星中心的官方發現者名單，歐文在1990年至1996年間共同發現了8顆小行星。
| (8012) 1990 HO3                                     | 1990年4月29日 | list [A]    |
| (8361) 1990 JN1                                     | 1990年5月1日  | list [A]    |
| 15810 Arawn                                         | 1994年5月12日 | list [A]    |
| (16684) 1994 JQ1                                    | 1994年5月11日 | list [A]    |
| (19299) 1996 SZ4                                    | 1996年9月16日 | list [B][C] |
| (48443) 1990 HY5                                    | 1990年4月29日 | list [A]    |
| (58165) 1990 HQ5                                    | 1990年4月29日 | list [A]    |
| (73682) 1990 HU5                                    | 1990年4月29日 | list [A]    |
| 共同發現： A A·祖特闊夫 B A·菲茨西蒙斯 C I·P·威廉斯 |               |             |

## 外部連結
- Home page for Mike Irwin （页面存档备份，存于）, Institute of Astronomy, Cambridge, UK